# HMS Ark Royal (1937)
HMS Ark Royal (91) – brytyjski lotniskowiec z okresu II wojny światowej, trzeci okręt brytyjskiej marynarki wojennej (Royal Navy) noszący to imię, jedyny okręt swojego typu. W służbie od 1938 roku, brał aktywny udział w działaniach wojennych. Zatonął 14 listopada 1941 roku, storpedowany poprzedniego dnia na Morzu Śródziemnym przez niemiecki okręt podwodny U-81.
Lotniskowiec zaprojektowany został w 1934 roku, gdy obowiązywały jeszcze ustalenia waszyngtońskiego traktatu morskiego co do wyporności lotniskowców. Jego budowa została zlecona stoczni Cammell Laird and Company w Birkenhead w Anglii. Budowa została zakończona w listopadzie 1938 roku, a okręt przyjęto do służby 16 grudnia 1938. Brał udział w większości ważniejszych brytyjskich operacji morskich początkowej fazy II wojny światowej, m.in. w pierwszym zatopieniu jednostki pływającej przez samolot, w operacjach w Norwegii, poszukiwaniu pancernika „Bismarck” czy konwojach maltańskich. Zyskał miano szczęśliwego okrętu, bo kilka razy uniknął ataku i przetrwał, mimo że Niemcy ogłaszali jego zatopienie.
Projekt okrętu zawierał wiele nowych rozwiązań i w kilku założeniach różnił się od konstrukcji wcześniejszych lotniskowców. Był to pierwszy lotniskowiec w marynarce brytyjskiej, którego pokład startowy był integralną częścią okrętu. Było to odmienne rozwiązanie w stosunku do poprzednich, w których pokład startowy był dodany do samego kadłuba bądź był częścią nadbudówki. Zaprojektowany został z myślą o przenoszeniu dużej liczby samolotów, miał dwa pokłady hangarowe. Służył w okresie zmian w strategii korzystania z lotnictwa morskiego – wiele z rozwiązań taktycznych opracowano lub dopracowano na jego pokładzie.
Jego zatopienie było przedmiotem kilku śledztw, które miały wyjaśnić również rolę kapitana i jego decyzji podejmowanych od chwili nieprzyjacielskiego ataku. Odkryte błędy konstrukcyjne lotniskowca, które przyczyniły się do zatonięcia, poprawiono w nowych brytyjskich jednostkach. Zatonięcie okrętu zgłoszono w odległości 22 mil morskich od Gibraltaru, jednak po zlokalizowaniu wraku lotniskowca w grudniu 2002 okazało się, że leży on 30 mil morskich od tego portu.

## Opis konstrukcji
Admiralicja brytyjska w 1923 roku opracowała dziesięcioletni plan uwzględniający budowę lotniskowca oraz 300 samolotów na potrzeby lotnictwa marynarki, jednakże kryzys ekonomiczny po zakończeniu I wojny światowej spowodował odsunięcie realizacji planu. W 1930 Sir Arthur Jones, główny budowniczy Admiralicji (ang. Director of Naval Construction), rozpoczął modyfikacje dawnych planów budowy lotniskowca, uwzględniając wszystkie najnowsze osiągnięcia techniczne. Skupił się przede wszystkim na zwiększeniu liczby samolotów, które mogłyby być naraz przenoszone przez okręt, poprzez zwolnienie przestrzeni pokładu. Zlecił badania nad systemami zatrzymywania samolotów po lądowaniu (aerofiniszer) oraz nad katapultami parowymi umożliwiającymi skrócenie długości pasa wykorzystywanego do startu. Wszystkie te usprawnienia, razem z dwoma pokładami hangarów, pozwoliły na zaprojektowanie lotniskowca bardzo efektywnie wykorzystującego przestrzeń i przenoszącego do 72 samolotów. Faktycznie „Ark Royal” nie przenosił nigdy więcej niż ok. 50–60 samolotów, gdyż wykorzystywane samoloty były większe i cięższe od tych, które były w użyciu w czasie projektowania okrętu. Umiejscowienie hangarów wewnątrz kadłuba okrętu (w przeciwieństwie do wcześniejszych konstrukcji, w których hangary znajdowały się na pokładzie okrętu i pod pokładem startowym) miało zapewnić samolotom ochronę pancerza burtowego o grubości 110 mm. Pomiędzy pokładem lotniczym a pokładami hangarowymi samoloty przenosiły trzy podnośniki.

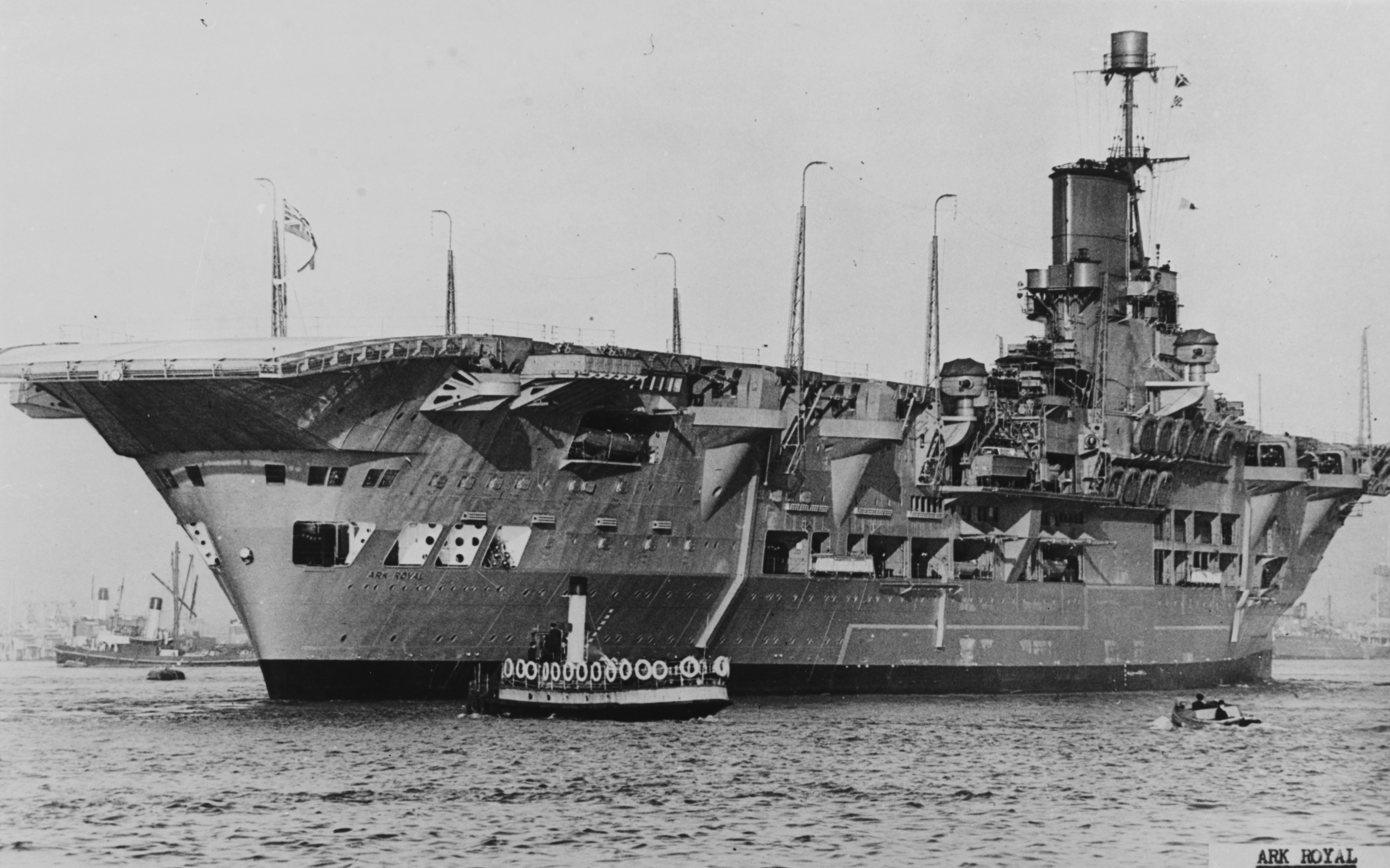
Widok od strony rufy. Na uwagę zasługuje wysoko położony pokład startowy. Holownik przy burcie pozwala na ocenę skali.

Kolejną ważną cechą była długość i wysokość pokładu startowego. Jako że długość kadłuba okrętu była ograniczona przez wymiary największych suchych doków w różnych częściach Królestwa (najmniejsze były na Malcie i Gibraltarze), pokład startowy był dłuższy od stępki aż o 36 m i miał całkowitą długość 240 m. Umiejscowienie hangarów wewnątrz kadłuba spowodowało wyniesienie pokładu startowego na 20 m powyżej linii wodnej.
Postanowienia traktatu waszyngtońskiego i II traktatu londyńskiego ograniczały wyporność lotniskowców do 22 000 ton i miały obowiązywać do 1936. By zmieścić się w tym limicie, zrezygnowano z opancerzenia pokładu startowego, które ponadto ograniczyłoby znacznie stateczność okrętu oraz ograniczono pancerz burtowy tylko do osłaniania magazynów i maszynowni. Zaoszczędzono również ok. 500 ton dzięki użyciu połączeń spawanych zamiast nitowanych w większości kadłuba.
Siłownię okrętu stanowiło sześć kotłów parowych zasilających trzy turbiny parowe systemu Parsonsa. Turbiny były połączone za pośrednictwem wałów z trzema zrobionymi z brązu śrubami o średnicy 4,6 m (16 stóp) każda. Taki napęd pozwalał na osiągnięcie maksymalnej teoretycznej prędkości 30 węzłów (56 km/h) . Prędkość była bardzo istotną cechą lotniskowców, gdyż przy wysyłaniu i odbieraniu samolotów, nawet przy istniejących katapultach parowych i linach hamujących, okręt musiał skierować się pod wiatr. Musiał się wtedy odłączać od zespołu, w którego składzie płynął. Wysoka prędkość pozwalała mu na doścignięcie własnej formacji. Ponadto nie był przystosowany do bezpośredniego starcia z okrętami przeciwnika (wyposażony był tylko w artylerię przeciwlotniczą) i jego jedyną ochroną w razie ataku była prędkość.

## Budowa

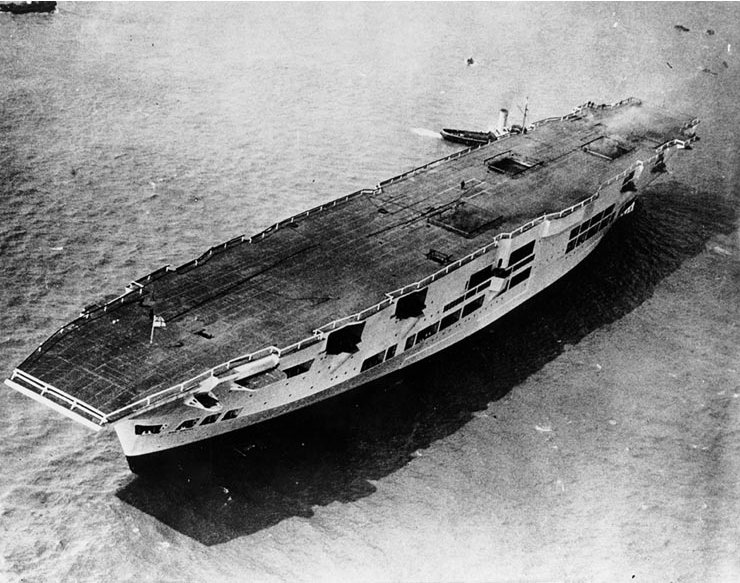
„Ark Royal” zaraz po wodowaniu

Niestabilna sytuacja polityczna po 1933 roku spowodowana zbrojeniem się Niemiec, Japonii i Włoch, przekonała rząd brytyjski do wznowienia odkładanego programu modernizacji floty i przeznaczenia odpowiednich funduszy na ten cel. Fundusze na budowę zatwierdzono w propozycji budżetowej na 1934 rok. W listopadzie 1934 roku zostały zatwierdzone plany budowy, a w lutym kolejnego roku przekazano je do stoczni Cammell Laird and Company. Koszt wykonania kadłuba został oszacowany na 1 496 250 funtów, natomiast maszyny miały kosztować ok. 500 tys. funtów . Sumaryczny koszt miał przekroczyć 3 mln funtów, co czyniło „Ark Royal” najdroższym okrętem zamówionym przez marynarkę brytyjską w tym czasie. Stępkę położono 16 września 1935 jako Job No. 1012.
Wodowanie „Ark Royal” nastąpiło po prawie dwóch latach pobytu na pochylni. 13 kwietnia 1937 odbył się chrzest, który dokonała Lady Maud Hoare, żona Pierwszego Lorda Admiralicji Samuela Hoare’a. Butelka szampana rozbiła się dopiero przy czwartej próbie. Wykończenie zajęło jeszcze około roku i 16 listopada 1938 okręt został przekazany swojemu pierwszemu dowódcy – komandorowi Arthurowi Powerowi. Banderę brytyjskiej marynarki podniesiono miesiąc później, tj. 16 grudnia. Początkowo planowano, że okręt będzie służył na Dalekim Wschodzie, ale wydarzenia w Europie i Afryce (wojna w Abisynii w 1935 i hiszpańska wojna domowa w 1936), które zaszły w czasie budowy i wyposażania okrętu, przekonały Admiralicję do przydzielenia go do Home Fleet i Floty Śródziemnomorskiej. Do końca 1938 dokończono kompletowanie załogi i rozpoczęto rejsy próbne przygotowujące jednostkę do przydzielenia do Home Fleet, w czasie których okręt osiągnął maksymalną prędkość 31 węzłów, tj. o jeden węzeł większą od projektowanej.

## Uzbrojenie

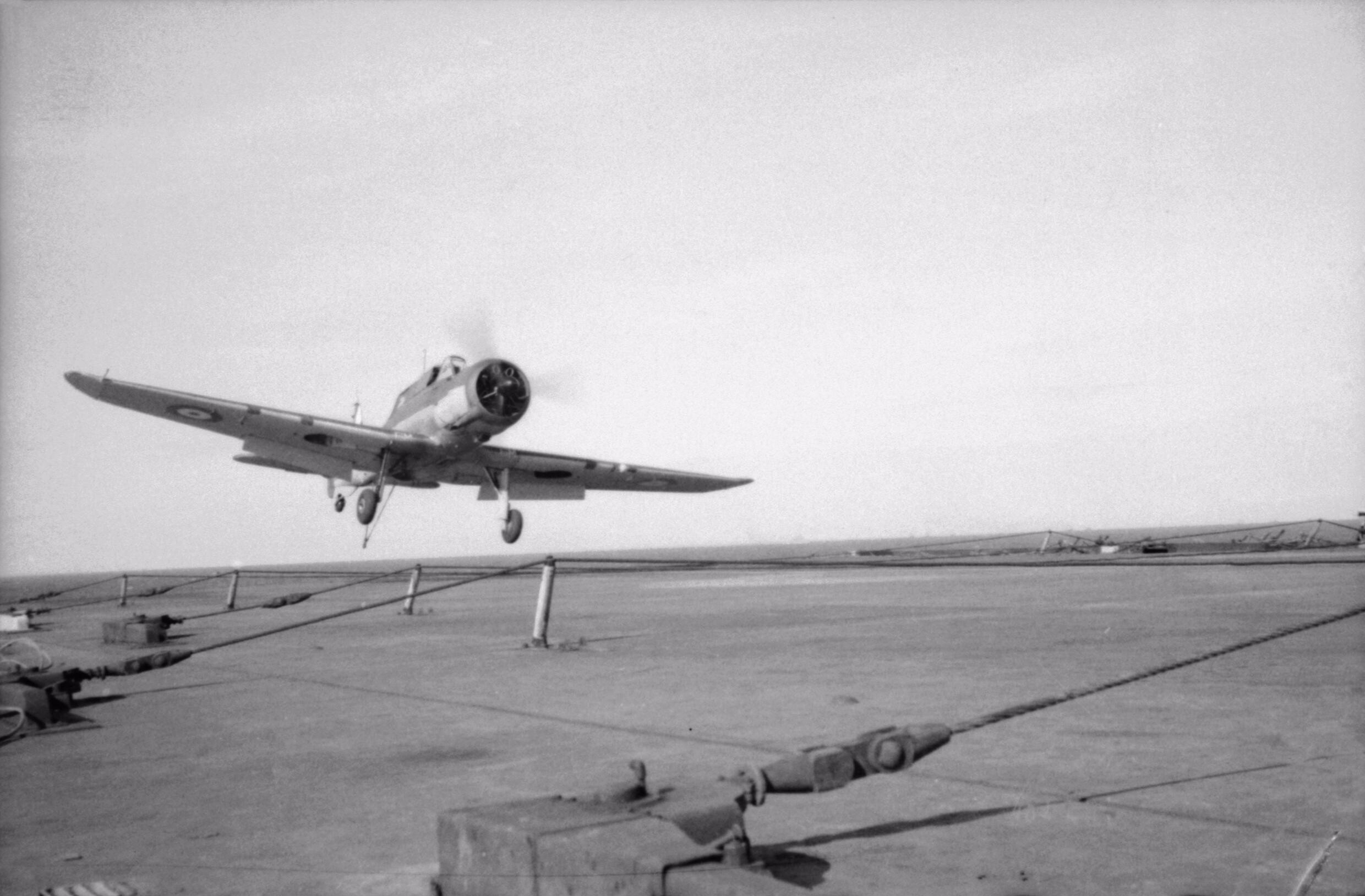
Samolot Blackburn Skua lądujący na pokładzie „Ark Royal”

Przy uzbrajaniu „Ark Royal” główny nacisk położono na obronę przeciwlotniczą, przewidując, że samoloty będą głównym zagrożeniem dla lotniskowca. Uważano, że okręty nawodne i podwodne przeciwnika można zwalczać przy użyciu sił eskorty lub uciec przed nimi, wykorzystując wysoką prędkość, jaką rozwijał okręt. Uzbrojenie artyleryjskie składało się przede wszystkim z szesnastu dział uniwersalnych kalibru 4,5 cala QF Mk I w ośmiu podwójnych stanowiskach z maskami ochronnymi Mk III UD, po cztery na każdej burcie. Kaliber 4,5 cala (114 mm) był nominalny, a faktycznie wynosił 113,03 mm.  Strzelały one pociskami o masie 24,95 kg na odległość do 18 970 m, a maksymalny pułap wynosił 12 500 m. Pierwotne plany przewidywały rozmieszczenie ich nisko nad powierzchnią wody, ale później zdecydowano się na umieszczenie ich zaraz poniżej pokładu startowego, zapewniając im znacznie szersze pole ostrzału i lepszą ochronę przed rozbryzgami wody. Ponadto na pokładzie startowym znajdowały się cztery ośmiolufowe działka 40 mm pom-pom, umiejscowione przed i za nadbudówką. Na platformach na początku i końcu pasa startowego umieszczone było również osiem poczwórnie sprzężonych karabinów maszynowych kalibru 12,7 mm.
Na lotniskowcu stacjonowało ogółem szesnaście różnych dywizjonów lotnictwa pokładowego (Fleet Air Arm), średnio po pięć w jednym czasie. Pierwotnie były wyposażone albo w samoloty Blackburn Skua, wykorzystywane zarówno w roli bombowców, jak i myśliwców, albo w dwupłatowe Fairey Swordfish wykorzystywane jako samoloty rozpoznawcze lub torpedowe. Od kwietnia 1940 zaczęto zastępować samoloty Skua nowszymi myśliwcami Fairey Fulmar. Okazjonalnie z pokładu „Ark Royal” startowały samoloty myśliwsko-bombowe Blackburn Roc (kwiecień 1939–październik 1940) i torpedowe Fairey Albacore (październik 1941), które zostały doraźnie wykorzystane do zwiększenia liczby samolotów pokładowych. W czerwcu 1940 „Ark Royal” zaokrętował szkolny dywizjon 701 Naval Air Squadron, który używał łodzi latających Supermarine Walrus do celów rozpoznawczych.
| Dywizjon | Samoloty na wyposażeniu                      | Zaokrętowanie (od – do)                                      | Uwagi                                                                                            |
| -------- | -------------------------------------------- | ------------------------------------------------------------ | ------------------------------------------------------------------------------------------------ |
| 800      | Blackburn Skua Mk. II                        | styczeń 1939 – kwiecień 1941                                 | przekazany na HMS „Victorious”                                                                   |
| 810      | Fairey Swordfish Mk. I                       | styczeń 1939 – marzec 1941 maj 1941 – wrzesień 1941          | na pokładzie HMS „Illustrious” od marca do maja 1941                                             |
| 820      | Fairey Swordfish Mk. I                       | styczeń 1939 – czerwiec 1941                                 | –                                                                                                |
| 821      | Fairey Swordfish Mk. I                       | styczeń 1939 – kwiecień 1940                                 | wycofany ze służby operacyjnej po stratach związanych z akcją przeciw pancernikowi „Scharnhorst” |
| 803      | Blackburn Skua Mk. II Blackburn Roc Mk. I    | kwiecień 1939 – październik 1940                             | –                                                                                                |
| 818      | Fairey Swordfish Mk. I                       | sierpień 1939 – październik 1939 czerwiec 1940 – lipiec 1940 | operował z HMS „Furious” i baz lądowych pomiędzy październikiem 1939 i lipcem 1940               |
| 801      | Blackburn Skua Mk. II                        | kwiecień 1940 – maj 1940                                     | przekazany na HMS „Furious”                                                                      |
| 807      | Fairey Fulmar Mk. II                         | kwiecień 1940 – listopad 1941                                | na pokładzie w chwili zatonięcia                                                                 |
| 701      | Supermarine Walrus Mk. I                     | czerwiec 1940                                                | dywizjon szkolny                                                                                 |
| 808      | Fairey Fulmar Mk. II                         | wrzesień 1940 – listopad 1941                                | na pokładzie w chwili zatonięcia                                                                 |
| 821X     | Fairey Swordfish Mk. I                       | grudzień 1940 – styczeń 1941                                 | eskadra stworzona z maszyn ocalałych z 821 dywizjonu, później włączona do 815 dywizjonu          |
| 800Y     | Fairey Fulmar Mk. I                          | czerwiec 1941                                                | eskadra z 800 dywizjonu                                                                          |
| 825      | Fairey Swordfish Mk. I                       | czerwiec 1941 – listopad 1941                                | na pokładzie w chwili zatonięcia                                                                 |
| 816      | Fairey Swordfish Mk. I                       | lipiec 1941 – listopad 1941                                  | na pokładzie w chwili zatonięcia                                                                 |
| 812      | Fairey Swordfish Mk. I                       | wrzesień 1941 – listopad 1941                                | na pokładzie w chwili zatonięcia                                                                 |
| 828      | Fairey Swordfish Mk. I Fairey Albacore Mk. I | październik 1941                                             | przeniesiony na Maltę                                                                            |

## Działania bojowe

### W zespołach przeciw okrętom podwodnym

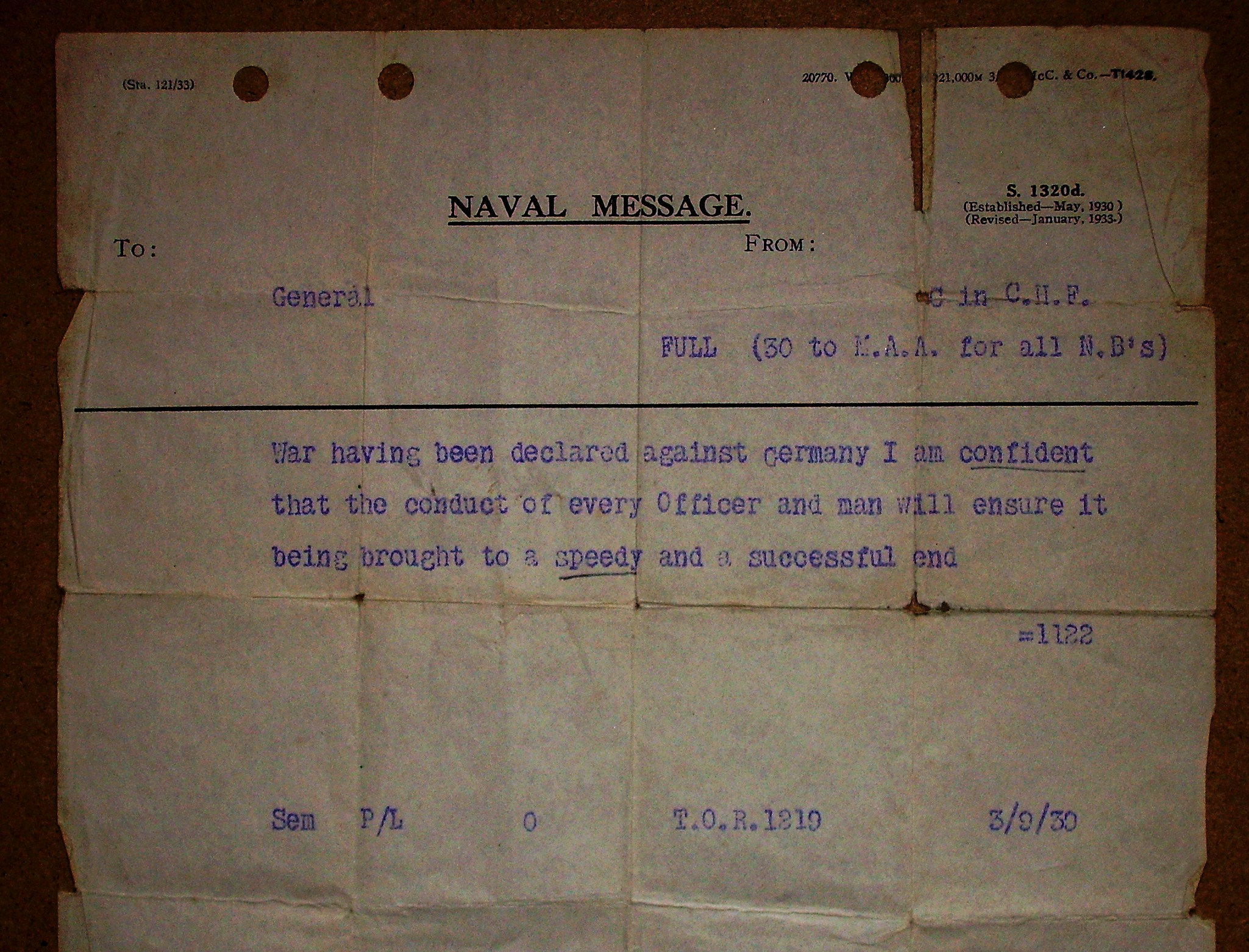
Wiadomość odebrana na okręcie informuje o wybuchu wojny. Wielka Brytania przystąpiła do wojny z Niemcami 3 września 1939.

W momencie wybuchu wojny brytyjsko-niemieckiej 3 września 1939 niemieckie U-Booty znajdowały się na pozycjach w pobliżu brytyjskiego wybrzeża, gdzie mogły przechwytywać statki zmierzające do lub wracające z portów Wielkiej Brytanii. W kilka godzin po tym jak Wielka Brytania przystąpiła do wojny, pasażerski statek SS „Athenia” został storpedowany przez U-30, będąc pierwszą jednostką, która została wliczona w straty 65 000 ton, jakie poniosła żegluga w pierwszym tygodniu konfliktu. W początku wojny „Ark Royal” został skierowany na północno-zachodnie podejścia do Wielkiej Brytanii do grup zwalczania okrętów podwodnych. Zespoły składały się z flotylli niszczycieli i innych okrętów ZOP zgrupowanej wokół lotniskowca. W działaniu były trzy takie zespoły: lotniskowców HMS „Courageous”, HMS „Hermes” oraz „Ark Royal”. Grupy, w których skład wchodziły lotniskowce, mogły zwiększyć znacznie obszar, na jakim były poszukiwane okręty przeciwnika, ale stawały się także atrakcyjnym celem dla wroga.
14 września „Ark Royal” odebrał wezwanie pomocy od brytyjskiego frachtowca SS „Fanad Head” znajdującego się w odległości 200 mil morskich, ściganego przez niemieckiego U-Boota U-30. Niezwłocznie zostały wysłane z pokładu samoloty do wsparcia atakowanego statku. Lotniskowiec został w tym czasie wykryty przez innego U-Boota U-39 i zaatakowany dwiema torpedami, które jednak przedwcześnie eksplodowały. Niszczyciele eskorty (typu F) przeprowadziły następnie skuteczny kontratak przy użyciu bomb głębinowych, który zmusił załogę U-39 do wynurzenia i opuszczenia okrętu, czyniąc go pierwszym niemieckim U-Bootem straconym w czasie II wojny światowej. W trakcie akcji przeciw U-39 samoloty Blackburn Skua z „Ark Royal” zdołały dotrzeć do „Fanad Head”, na pokładzie którego znajdowała się już grupa abordażowa z pokładu U-30 w celu przeszukania go. Samoloty przeprowadziły atak na U-Boota, który odniósł jedynie powierzchowne uszkodzenia dziobu, natomiast dwa zbyt nisko lecące samoloty zostały zniszczone falą uderzeniową eksplozji własnych bomb. U-Boot przejął ze statku własną grupę abordażową, wyłowił obu pilotów z rozbitych samolotów (obserwatorzy z obu samolotów Skua utonęli), zatrzymując ich jako jeńców wojennych, oraz storpedował „Fanad Head”, a następnie odpłynął. Samoloty z Ark Royal zaatakowały niemiecki okręt w chwili, gdy zgodnie z obowiązującym wówczas prawem międzynarodowym, przed zatopieniem zezwolił załodze zatrzymanego statku na zajęcie miejsc w łodziach ratunkowych.
Lotniskowiec wrócił do bazy w Loch Ewe, gdzie przeszedł inspekcję przeprowadzoną przez Winstona Churchilla. Morale załogi było wysokie na skutek zatopienia U-39. Wskutek nieudanego ataku na „Ark Royal” oraz udanego ataku na HMS „Courageous”, który zakończył się zatopieniem tej jednostki przez innego U-Boota (U-29) 17 września 1939, Admiralicja zdecydowała jednak o zaprzestaniu wysyłania nielicznych lotniskowców w celu zwalczania okrętów podwodnych. Praktyka tworzenia grup ZOP, których główną jednostką był lotniskowiec, została na jakiś czas zarzucona.

### Eskortowanie HMS „Spearfish”

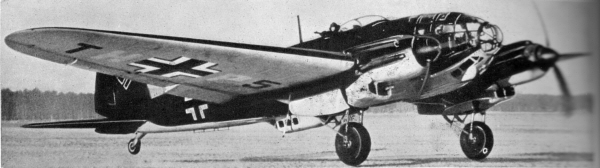
Samolot Heinkel He 111

Pomimo zakończenia działań grup ZOP, „Ark Royal” kontynuował działania w ramach Home Fleet. 25 września razem z pancernikami HMS „Nelson” oraz „Rodney” został wysłany na misję ratowania ciężko uszkodzonego okrętu podwodnego HMS „Spearfish”. „Spearfish” został 24 września zaatakowany w cieśninie Kattegat przez niemieckie okręty i w wyniku odniesionych uszkodzeń utracił zdolność do zanurzania się. Zespół został 26 września wykryty i był śledzony przez trzy niemieckie łodzie latające Dornier Do 18, przeciwko którym poderwano samoloty Skua z „Ark Royal” . Pilot Lt. B.S. McEwen zestrzelił jednego Do 18 z jednostki Kü.Fl.Gr. 506, którego czteroosobowa załoga została uratowana przez niszczyciel „Somali”. Było to pierwsze brytyjskie potwierdzone zwycięstwo powietrzne tej wojny. Ponadto brytyjscy piloci meldowali o uszkodzeniu innego samolotu .
Dowództwo na „Ark Royal”, świadome faktu, że pozycja zespołu została odkryta, podjęło decyzję, że dalsza obrona przed lotnictwem będzie prowadzona wyłącznie przy użyciu artylerii przeciwlotniczej, z uwagi na słabe osiągi samolotów Skua. Niedługo po ataku Dornierów zespół został zaatakowany przez cztery bombowce nurkujące Ju 88 z I./KG 30 i dziewięć He 111 z I./KG/26 . Jednemu z Ju 88A (pilot Carl Francke) udało się zrzucić dwie 500-kilogramowe bomby na „Ark Royal”, lecz lotniskowiec zwrotem w prawo zdołał uniknąć trafienia i zrzucone bomby wybuchły obok lewej burty. Załoga niemieckiego samolotu nie była pewna, czy jedna bomba trafiła w pokład, a późniejszy rekonesans lotniczy potwierdził jedynie obecność dwóch pancerników, co dało podstawy niemieckiej propagandzie do stwierdzenia, że „Ark Royal” został zatopiony, podczas gdy naprawdę wrócił bezpiecznie do portu. W celu zdementowania informacji – rozgłaszanych przez niemiecką propagandę – o zatopieniu potężnego brytyjskiego lotniskowca, Winston Churchill osobiście zapewnił prezydenta Stanów Zjednoczonych Franklina Roosevelta, że lotniskowiec nie został stracony, oraz zaprosił amerykańskiego attaché wojskowego do obejrzenia „Ark Royal” w doku. Również brytyjski attaché w Rzymie został poinstruowany w sprawie zapewnienia Benito Mussoliniego, że lotniskowiec jest nadal w służbie. Podczas tego nalotu został też lekko uszkodzony bliskim wybuchem bomby krążownik liniowy „Hood”.

### Polowanie na „Admiral Graf Spee”

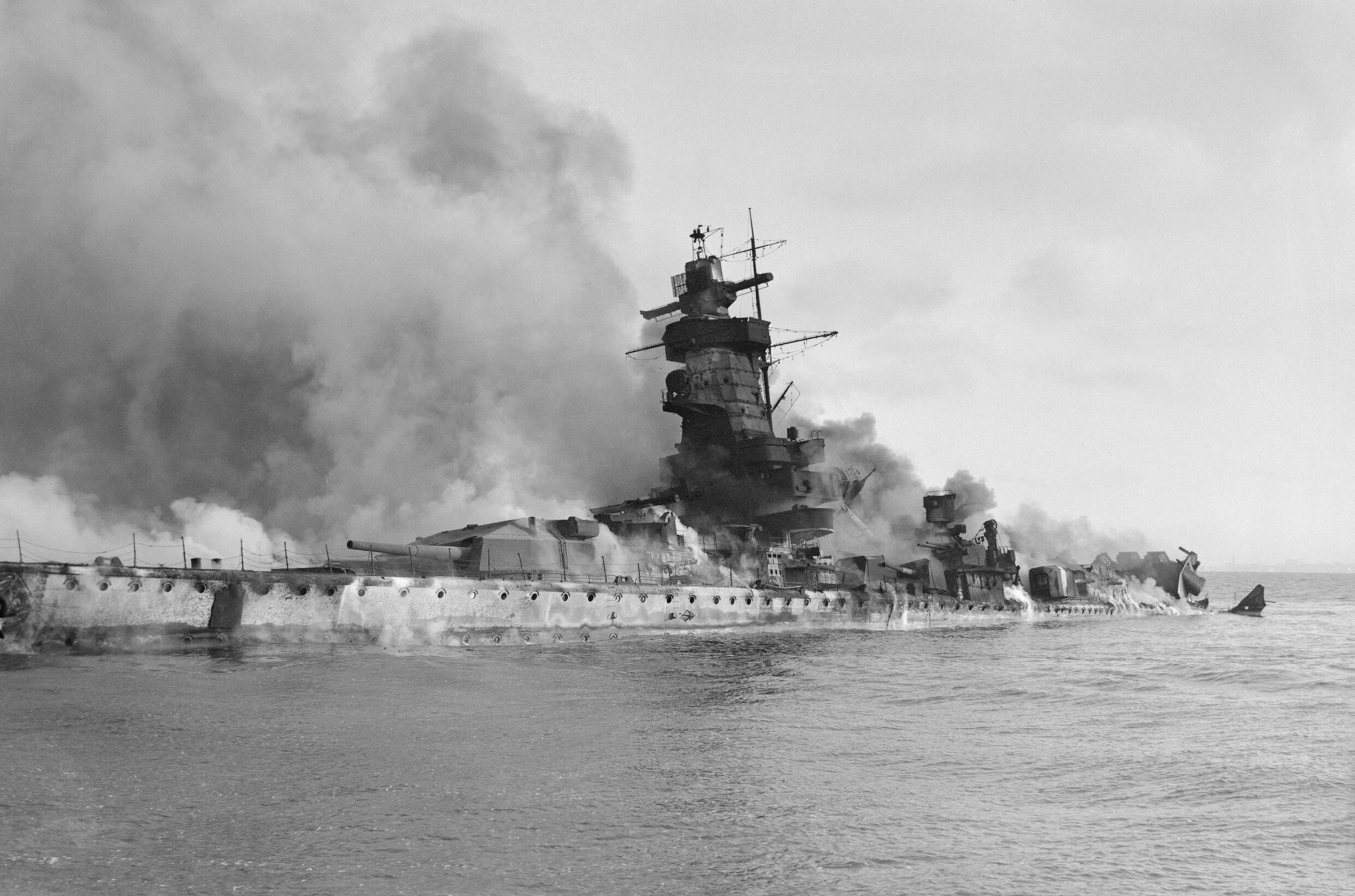
Samozatopienie krążownika „Admiral Graf Spee”

W październiku 1939 „Ark Royal” został skierowany do Freetown, aby na wodach przylegających do wybrzeża Afryki uczestniczyć w poszukiwaniu niemieckiego pancernika kieszonkowego „Admiral Graf Spee”, który prowadził działania rajderskie u wybrzeży Afryki. „Ark Royal” przydzielony do Force K, razem z krążownikiem liniowym HMS „Renown”, skierował się na południowy Atlantyk . 9 października jeden z samolotów pokładowych zauważył niemiecki zbiornikowiec „Altmark”, który pełnił w tym czasie rolę okrętu zaopatrzeniowego dla „Grafa Spee”. Został on jednak błędnie zidentyfikowany jako amerykański statek „Delmar”, dlatego nie został zaatakowany przez Brytyjczyków. 5 listopada „Ark Royal” zdobył niemiecki łamacz blokady „Uhenfels”, który później służył jako brytyjski statek zaopatrzeniowy. W trakcie patrolu lotnictwo pokładowe odnajdowało również różne statki neutralne, a w dwóch przypadkach (statek norweski i belgijski) ich załogi, sądząc, że są atakowane, porzuciły statek. Załoga statku norweskiego otrzymała wyjaśnienia w torbie zrzuconej z samolotu i powróciła na statek, załoga belgijska nie otrzymała wiadomości, gdyż torba wpadła do komina ich statku.
W tym czasie „Graf Spee” zawinął do Montevideo w celu dokonania napraw uszkodzeń odniesionych w czasie bitwy u ujścia La Platy z brytyjskimi krążownikami. U wejścia do portu oczekiwały go trzy brytyjskie krążowniki, które śledziły go od czasu bitwy i informowały flotę brytyjską o ruchach wroga. Do krążowników miały dołączyć „Ark Royal” i „Renown”, ale odległość, w jakiej się znajdowały, nie pozwalała na dotarcie do celu w czasie krótszym niż 36 godzin. Brytyjski attaché zastosował podstęp mający na celu wprowadzenie niemieckiego dowództwa w błąd i przekonanie go, że obydwa potężne okręty dołączyły już do blokady. W oddalonym o około 200 km od Montevideo porcie w Buenos Aires zostało zamówione paliwo dla „Ark Royal”, a informacja o tym została przekazana do prasy. Dezinformacja okazała się skuteczna i dowódca krążownika, komandor Hans Langsdorff, którego o tym fakcie poinformowała niemiecka ambasada, zdecydował się na samozatopienie jednostki.

### Przed kampanią norweską

Scapa Flow – zatoka w archipelagu Orkadów

Po zatonięciu „Grafa Spee” „Ark Royal” pozostał jeszcze jakiś czas na Atlantyku, po czym został skierowany do eskortowania uszkodzonego podczas bitwy krążownika HMS „Exeter” do stoczni w Devonport . Po dopłynięciu skierował się do Portsmouth w celu pobrania zapasów i uzupełnienia załogi, a następnie powrócił do bazy w Scapa Flow. Na czas pobytu w bazie lotnictwo pokładowe zostało oddelegowane do Naval Air Station Hatston w pobliżu Kirkwall, by wzmocnić obronę kotwicowiska. Następnie „Ark Royal” został przeniesiony do Floty Śródziemnomorskiej w celu odbycia serii ćwiczeń. 31 marca 1940 opuścił bazę w Scapa Flow i skierował się razem z lotniskowcem HMS „Glorious” na Morze Śródziemne . Okręty dopłynęły w okolice Aleksandrii na początku kwietnia, ale z powodu odwołania ćwiczeń zawróciły i skierowały się w stronę bazy w Gibraltarze.
7 kwietnia wojska niemieckie wkroczyły do Norwegii w ramach operacji „Weserübung”, zajmując znaczną część wybrzeża. Marynarka brytyjska wspierająca walczące siły lądowe zaczęła odnosić ciężkie straty na skutek działań lotnictwa. Zatopiony został niszczyciel HMS „Gurkha” oraz ciężko uszkodzony krążownik ciężki HMS „Suffolk”. Brytyjskie lotnictwo operujące z baz lądowych nie mogło skutecznie wspierać wojsk ze względu na ograniczony zasięg ówcześnie stosowanych samolotów, dlatego 16 kwietnia Admiralicja zdecydowała się na odwołanie „Ark Royal” oraz „Glorious” z Morza Śródziemnego.

### Kampania norweska

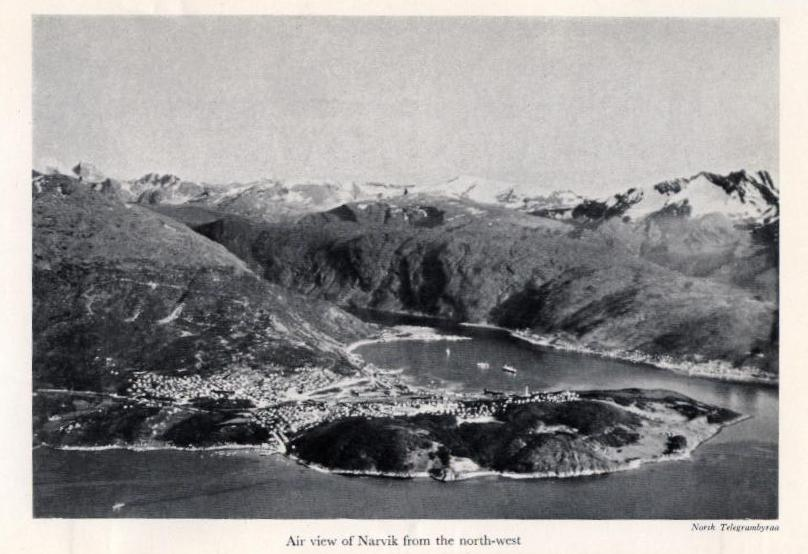
Narwik – zdjęcie z okresu II wojny światowej

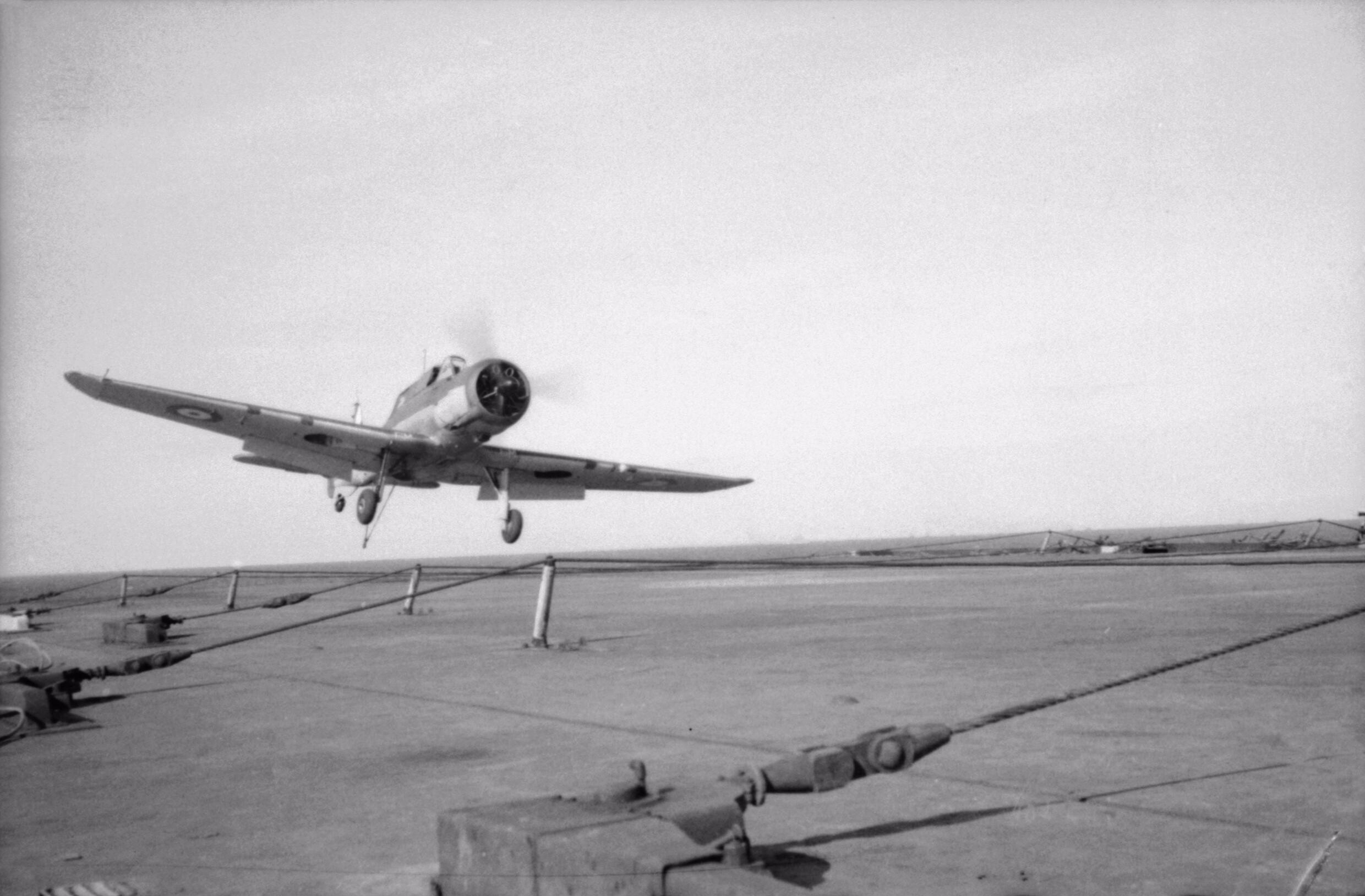
Blackburn Skua lądujący na „Ark Royal”. Samoloty te były główną siłą Fleet Air Arm na początku II wojny światowej. Widoczne są liny hamujące na pokładzie okrętu.

„Ark Royal” razem z „Gloriousem” dotarły do Scapa Flow 23 kwietnia. Następnie wypłynęły w stronę wybrzeży norweskich w ramach Operation DX razem z zespołem składającym się z krążowników HMS „Curlew” i „Berwick”, eskortowanych przez sześć niszczycieli: HMS „Hyperion”, „Hereward”, „Hasty” (typu H), „Fearless”, „Fury” (typu F) oraz „Juno” (typu J). Była to pierwsza misja brytyjskiego lotniskowca, której głównym celem było wsparcie lotnicze innych okrętów .
Okręty osiągnęły pozycję u wybrzeży norweskich 25 kwietnia. „Ark Royal” znajdował się w odległości 220 km od brzegu w celu zmniejszenia skuteczności niemieckich ataków lotniczych. Lotnictwo pokładowe pełniło patrole przeciw okrętom podwodnym, zapewniało wsparcie innym okrętom oraz prowadziło akcje ofensywne przeciwko żegludze niemieckiej i celom lądowym . Nad ranem samoloty obu lotniskowców, w tym 14 Swordfishy i 9 Skua z „Ark Royal” atakowały cele w rejonie Trondheim. W ataku na lotnisko Vaernes zniszczono wówczas sześć bombowców Junkers Ju 87 z eskadry 1./StG 1. „Ark Royal” stracił cztery Swordfishe (zginęło tylko dwóch członków załóg), a w ciągu kolejnych dwóch dni jeszcze cztery Skua. 28 kwietnia sam „Ark Royal” powtórzył atak na Trondheim, tracąc jednego Skua. Tego dnia powrócił na krótko do Scapa Flow w celu uzupełnienia uszkodzonych i straconych samolotów oraz zapasów paliwa i jeszcze tego samego dnia wypłynął razem z pancernikiem HMS „Valiant” znów w stronę Norwegii . W czasie powrotu stał się celem kilku niemieckich ataków przeprowadzonych przez operujące z baz w Norwegii samoloty Junkers Ju 88 oraz Heinkel He 111. Ataki były jednak nieskuteczne i lotniskowiec powrócił na pozycję 29 kwietnia.
Brytyjczycy zorientowali się, że nie powstrzymają Niemców w południowej Norwegii, więc rozpoczęła się ewakuacja sił sojuszniczych spod Molde oraz Åndalsnes. „Ark Royal” od 30 kwietnia miał za zadanie zapewnianie osłony lotniczej wycofujących się wojsk. 1 maja Niemcy przeprowadzili serię zmasowanych ataków lotniczych w celu zatopienia lotniskowca. Lotnictwo pokładowe oraz artyleria przeciwlotnicza skutecznie odpierały ataki. W stronę „Ark Royal” zostało zrzuconych kilka bomb, jednak żadna nie trafiła w okręt. Dowódca eskadry 2./StG 1 Heinz Böhme (Ju 87) raportował trafienie w „Gloriousa”, w rzeczywistości jego bomba blisko chybiła „Ark Royal”. Ewakuacja zakończyła się 3 maja, po czym lotniskowiec został odwołany do bazy w Scapa Flow w celu uzupełnienia zapasów paliwa i amunicji. W czasie pobytu w bazie komandor Arthur Power opuścił okręt w związku z przeniesieniem do Admiralicji, a jego miejsce zajął komandor Cedric Holland. Po powrocie w okolice wybrzeża Norwegii „Ark Royal” dostał zadanie osłaniania operacji sojuszniczych w okolicy Narwiku, włączając w to lądowanie dodatkowych sił francuskich 13 maja. 18 maja dołączyły do niego lotniskowce HMS „Glorious” oraz HMS „Furious” .

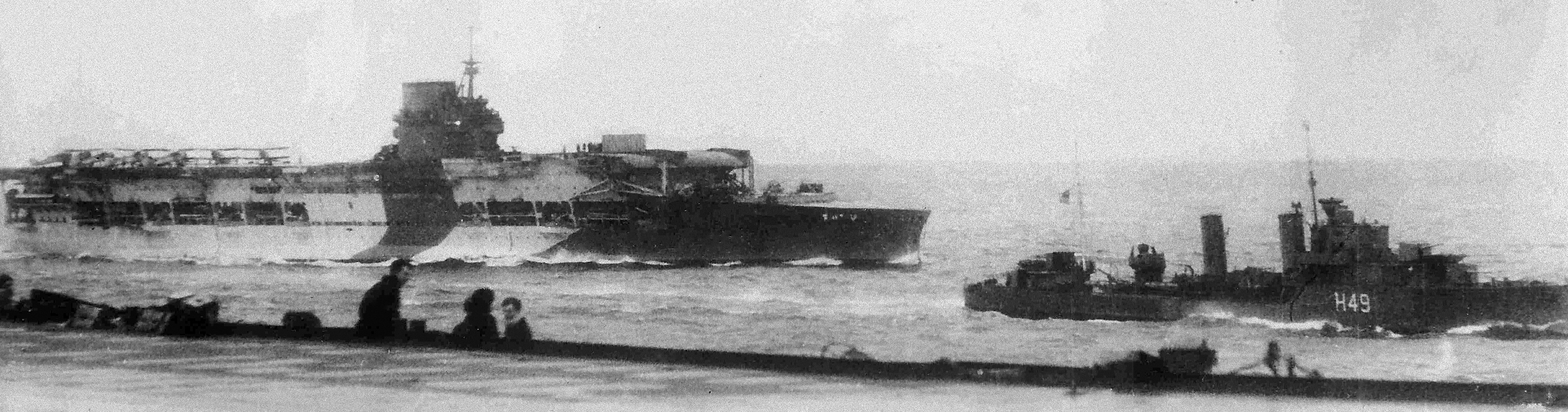
HMS „Glorious” oraz HMS „Diana” 8 czerwca 1940 (dzień zatopienia „Glorious”)

Pomimo wysiłków pod koniec maja stało się jasne, że opór aliantów w Norwegii niebawem musi się załamać. Została podjęta decyzja o ewakuacji sił z Narwiku i przewiezienia ich do Wielkiej Brytanii (operacja „Alfabet”). Do osłony operacji zostały wyznaczone lotniskowce „Ark Royal” oraz „Glorious”, eskortowane przez niszczyciele HMS „Highlander”, „Diana”, „Acasta”, „Ardent” oraz „Acheron” (wszystkie grupy typów A–I), które wypłynęły ze Scapa Flow 1 czerwca. „Ark Royal” przeprowadzał patrole lotnicze oraz operacje bombardowania od 3 do 6 czerwca, przed wyruszeniem do Narwiku 7 czerwca. Następnego dnia HMS „Glorious” razem z niszczycielami HMS „Acasta” oraz „Ardent” odłączyły się od zespołu i skierowały w stronę Wielkiej Brytanii. Tego samego dnia zostały jednak przechwycone przez dwa niemieckie pancerniki „Scharnhorst” i „Gneisenau”, które w wyniku trwającej kilkadziesiąt minut walki zatopiły wszystkie trzy jednostki, ze stratą 1519 członków załóg. Z „Ark Royal” zostały wysłane samoloty w poszukiwaniu pancerników, lecz te pozostały niezauważone i bezpiecznie powróciły do bazy w Trondheim.

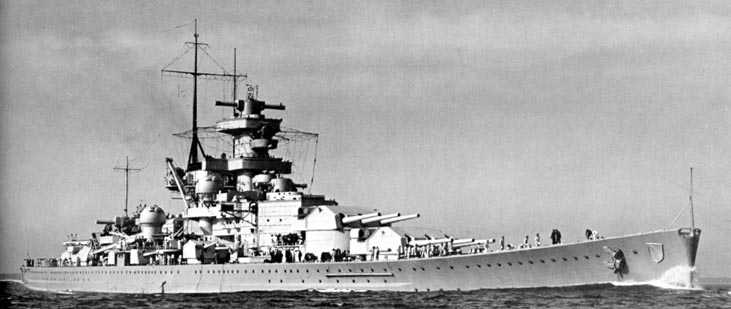
Pancernik „Scharnhorst”

Ostatni konwój z wojskiem opuścił Narwik 9 czerwca. 10 czerwca „Ark Royal” dołączył do sił adm. Forbesa osłaniających ewakuację. Po północy 13 czerwca z pokładu „Ark Royal” wystartowała grupa 15 samolotów Blackburn Skua w celu zaatakowania pancernika „Scharnhorst” zlokalizowanego w bazie w Trondheim. Atak był katastrofą, gdyż „Scharnhorst” nie odniósł żadnych uszkodzeń (jedyna bomba, która trafiła pancernik, nie wybuchła), a aż osiem z piętnastu wysłanych samolotów zostało zestrzelonych. Ponadto, z powodu mgły zderzyły się ze sobą dwa eskortujące lotniskowiec niszczyciele: HMS „Antelope” oraz „Electra” i musiały powrócić do Anglii na naprawy. Następnego dnia „Ark Royal” powrócił do Scapa Flow, po czym został skierowany na Morze Śródziemne.

### Służba na Morzu Śródziemnym

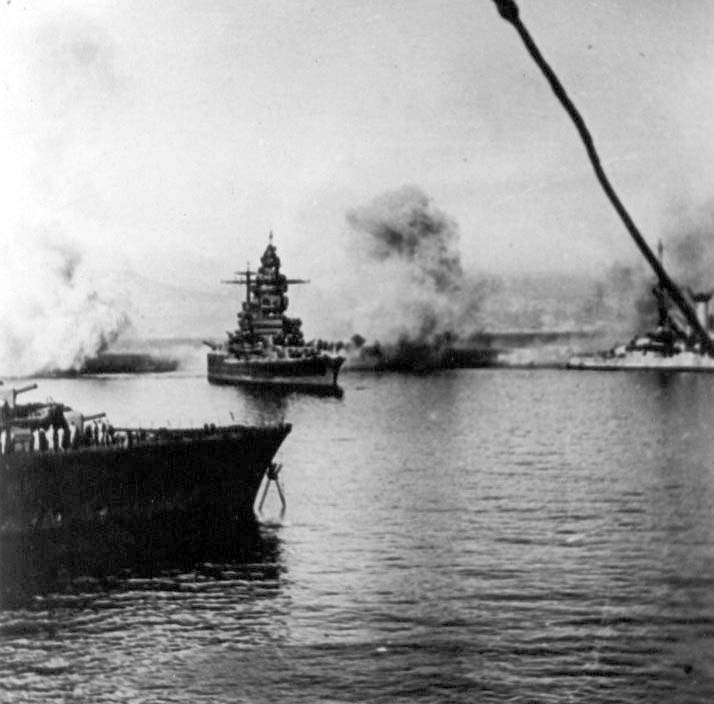
Pancernik „Dunkerque” w czasie bombardowania floty francuskiej 3 lipca 1940

„Ark Royal” i krążownik liniowy HMS „Hood” opuściły Scapa Flow w eskorcie trzech niszczycieli i skierowały się w stronę bazy w Gibraltarze, docierając na miejsce 23 czerwca. Po dopłynięciu dołączyły do zespołu okrętów Force H dowodzonego przez admirała Jamesa Somerville’a. Jedną z istotnych sił w basenie Morza Śródziemnego była flota francuska stacjonująca w Mers el-Kébir w Algierii. Po klęsce Francji pojawiło się zagrożenie przejęcia jej floty przez państwa Osi, co w znaczący sposób mogłoby wpłynąć na rozkład sił w regionie. Cedric Holland, dowódca „Ark Royal”, a poprzednio brytyjski attaché w Paryżu, dostał zadanie negocjowania poddania się floty wojskom sprzymierzonym lub jej samozatopienia, okręty brytyjskie zostały natomiast rozmieszczone u podejścia do portu. Dowództwo francuskie nie zgodziło się jednak na warunki stawiane przez Brytyjczyków, wobec czego flota brytyjska otrzymała polecenia otwarcia ognia do zakotwiczonych okrętów (operacja „Catapult”). W czasie starcia lotnictwo pokładowe z „Ark Royal” wspierało prowadzenie ognia artyleryjskiego przez podawanie szczegółowych informacji na temat celności prowadzonego ognia oraz dokładnego rozmieszczenia okrętów w porcie. Przeprowadzono również serię ataków przy użyciu samolotów torpedowych Fairey Swordfish na uciekający z portu pancernik „Strasbourg”, które okazały się jednak nieskuteczne. Dwa dni po operacji lotnictwo z „Ark Royal” poważnie uszkodziło pancernik „Dunkerque”, który w czasie pierwszego ataku został trafiony i osadzony na mieliźnie w celu niedopuszczenia do jego zatonięcia.
Po unieszkodliwieniu floty francuskiej zespół Force H dostał rozkaz przeprowadzenia serii ataków na cele włoskie i wypłynął z bazy w Gibraltarze 8 lipca. Po około ośmiu godzinach od wypłynięcia zespół został zaatakowany przez włoskie lotnictwo. Pomimo braku uszkodzeń dowódca zespołu zdecydował się na odwołanie akcji i powrót do bazy. W lipcu lotnictwo włoskie rozpoczęło ataki na kolonię brytyjską na Malcie. Admiralicja, aby wzmocnić obronę przeciwlotniczą wyspy, poleciła Force H dostarczenie myśliwców Hawker Hurricane na lotniska Malty. Operacja o kryptonimie Hurry została przeprowadzona w dniach od 30 lipca do 4 sierpnia 1940. 12 Hurricane wystartowało na Maltę 2 sierpnia z lotniskowca HMS „Argus”; przy tym lotnictwo pokładowe „Ark Royal” zapewniało okrętom ochronę, a w celu odwrócenia uwagi wykonało tego dnia dywersyjny atak lotniczy na włoską bazę lotniczą na Sardynii w pobliżu miasta Cagliari. Jeden z jego samolotów Swordfish rozbił się przy starcie, a inny zaginął.
Zespół pozostał w Gibraltarze aż do 30 sierpnia, kiedy dostał rozkaz eskortowania floty admirała Andrew Cunninghama do Aleksandrii. W celu odwrócenia uwagi sił włoskich od operacji przemieszczania floty oraz konwojów dostarczających zaopatrzenie dla Malty została zaplanowana seria ataków dywersyjnych na bazy lotnicze w Cagliari oraz Elmas. Ataki przeprowadzono 1 września i flota dotarła do Aleksandrii nie niepokojona w żaden sposób. Po dotarciu do celu „Ark Royal” został na krótko odłączony od floty i skierowany w stronę państw Afryki Zachodniej w celu zachęcenia Dakaru w Senegalu, będącego kolonią Francji Vichy, do podporządkowania się Wolnej Francji. Podczas negocjacji dwa samoloty Wolnych Francuzów wystartowały 23 września 1940 z pokładu „Ark Royal”, ale po wylądowaniu w Dakarze ich załogi zostały aresztowane. Negocjacje zakończyły się fiaskiem i lotnictwo pokładowe „Ark Royal” zostało użyte przeciwko celom wojskowym podczas nieudanej próby zajęcia Dakaru siłą 23–25 września (operacja „Menace”).

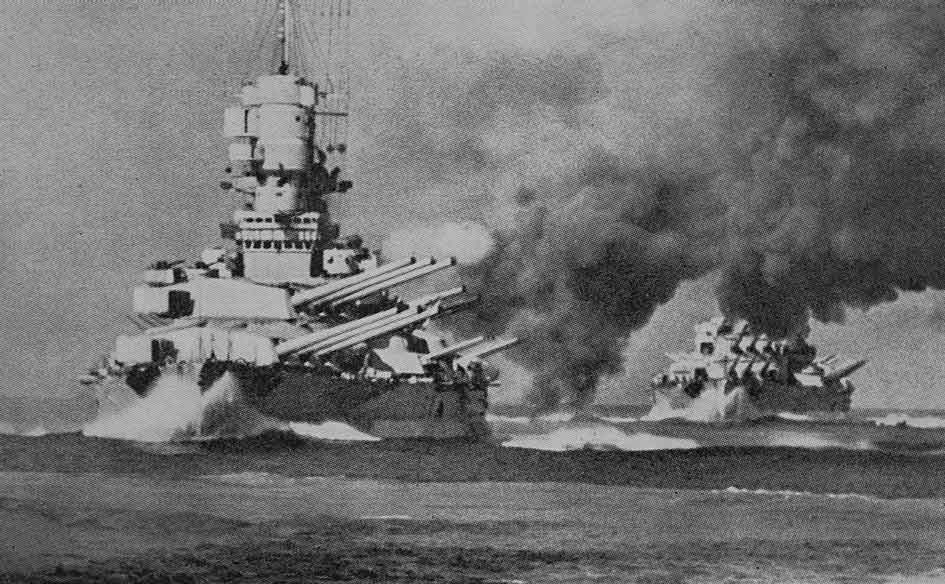
Włoski pancernik „Vittorio Veneto” oddający salwę burtową w czasie bitwy koło przylądka Spartivento

„Ark Royal” bombardowany przez włoskie lotnictwo w czasie bitwy koło przylądka Spartivento. Zdjęcie wykonane z pokładu krążownika HMS „Sheffield”.

Po zakończeniu operacji w okolicach Dakaru „Ark Royal” udał się do Liverpoolu w celu przeprowadzenia remontu maszynowni oraz instalacji nowych urządzeń na pokładzie startowym. Do celu dopłynął w eskorcie trzech niszczycieli: „Fortune”, „Forester” (typu F) oraz „Greyhound” (typu G) i 8 września został postawiony w doku. Remont trwał do 3 listopada, naprawiano maszynownię oraz instalowano nową barierę awaryjną na pokładzie startowym. Po remoncie „Ark Royal” razem z pancernikiem „Barham”, krążownikiem ciężkim „Berwick” oraz lekkim „Glasgow” zostały skierowane do Gibraltaru, gdzie dopłynęły 6 listopada. Niemal niezwłocznie zostały dołączone do reszty zespołu Force H z zadaniem eskortowania konwojów pomiędzy Gibraltarem a Aleksandrią i Maltą. Eskortowanie jednego z konwojów na Maltę wiozącego 1370 techników Royal Air Force oraz zaopatrzenie zostało nazwane operacją Collar. Siły włoskie dowiedziały się o operacji i zaplanowały przechwycenie konwoju. Zadanie zostało wyznaczone zespołowi dwóch pancerników „Giulio Cesare” oraz „Vittorio Veneto” wspieranych przez dodatkowe sześć krążowników oraz czternaście niszczycieli. Włosi zostali wykryci przez samoloty rozpoznawcze z „Ark Royal”. Ciężkie okręty zespołu brytyjskiego ruszyły do ataku na siły włoskie, a z pokładu „Ark Royal” wystartował zespół uderzeniowy złożony z samolotów torpedowych Swordfish. W czasie starcia włoski niszczyciel typu Soldati „Lanciere” został poważnie uszkodzony ogniem artyleryjskim oraz torpedami lotniczymi (nie jest pewne, co było dokładną przyczyną uszkodzeń). Niszczyciel został niepoprawnie zidentyfikowany przez Brytyjczyków jako krążownik, włoskie raporty również były błędne i mówiły o trafieniu krążownika ciężkiego „Bolzano”. Brytyjczycy nie zdołali w czasie całego starcia uszkodzić żadnego innego okrętu ani dobić uszkodzonego niszczyciela, natomiast włoskiemu lotnictwu udało się przeprowadzić serię ataków bombowych na lotniskowiec „Ark Royal”, nie uzyskując jednak żadnych trafień. Starcie, nazwane później bitwą koło przylądka Spartivento, nie przyniosło żadnych znaczących rezultatów żadnej ze stron, konwój natomiast dotarł do celu bez strat.
14 grudnia „Ark Royal” i reszta Force H zostały na krótko wysłane na Atlantyk w okolice Azorów w poszukiwaniu niemieckich rajderów. Po kilku dniach, 20 grudnia, „Ark Royal” powrócił na Morze Śródziemne w celu eskortowania pancernika HMS „Malaya” i grupy frachtowców z Malty. Następnie zespół uczestniczył w realizacji planu wsparcia sił lądowych w Egipcie poprzez eskortowanie konwojów płynących przez Morze Śródziemne. W styczniu 1941 dominacja brytyjska w regionie osłabła, głównie z powodu wzmożonej aktywności niemieckiego lotnictwa (Luftwaffe). 10 stycznia brytyjski lotniskowiec HMS „Illustrious” został prawie zatopiony po trafieniu ośmioma bombami przez niemieckie bombowce nurkujące Junkers Ju 87 (sztukasy) oraz włoskie Savoia-Marchetti SM.79 w okolicach Sycylii. Ponadto istniało poważne ryzyko, że brytyjska baza w Gibraltarze zostanie utracona jeśli tylko Hiszpania zdecyduje się na przyłączenie do wojny po stronie państw Osi. Z tego powodu w celu demonstracji siły Admiralicja zdecydowała się na przeprowadzenie serii ataków na pozycje włoskie. Ataki miały być przeprowadzone przy użyciu lotnictwa pokładowego lotniskowca „Ark Royal” wspieranego bombardowaniami z ciężkich dział okrętowych. Pierwszy atak nastąpił 2 stycznia. Celem była tama na rzece Tirso na Sardynii, atak okazał się jednak nieskuteczny. Cztery dni później, 6 stycznia, lotnictwo z „Ark Royal” przeprowadziło skuteczny atak bombowy na port w Genui. W czasie tego ataku „Ark Royal” zapewniał również eskortę lotniczą krążownika liniowego HMS „Renown” oraz pancernika HMS „Malaya” bombardujących port. Kilka dni później, 9 stycznia, lotnictwo z lotniskowca pomyślnie zbombardowało rafinerię w La Spezia oraz zaminowało podejście do portu.

### Polowanie na „Scharnhorst” i „Gneisenau”
W lutym dwa pancerniki niemieckie „Scharnhorst” i „Gneisenau” otrzymały od wielkiego admirała Ericha Raedera rozkaz wypłynięcia na Atlantyk. Ich zadanie polegało na skupieniu na sobie uwagi sił aliantów i odciągnięciu okrętów z innych akwenów. W odpowiedzi na pojawienie się wielkich okrętów przeciwnika 8 marca zespół Force H razem z lotniskowcem „Ark Royal” został skierowany w rejon Wysp Kanaryjskich w celu ich odnalezienia i zniszczenia oraz ochrony konwojów atlantyckich. Lotnictwo „Ark Royal” było wykorzystywane do poszukiwania zajętych i obsadzonych załogami pryzowymi statków. Udało się odnaleźć trzy takie statki, z czego dwa dokonały samozatopienia, a jeden (SS „Polykarp”) został odzyskany.
Wieczorem 21 marca jeden z samolotów Fairey Fulmar z „Ark Royal” odnalazł obydwa pancerniki, ale z powodu awarii radiostacji raport o odnalezieniu został przekazany dopiero po wylądowaniu na pokładzie lotniskowca. Do tego czasu Niemcom udało się umknąć, ukrywając się we mgle. Następnego dnia loty rozpoznawcze zostały wznowione w nadziei ponownego wykrycia rajderów, w trakcie wysyłania samolotów zdarzył się jednak wypadek. Podczas startu Fairey Swordfish został rozerwany przez uszkodzoną katapultę i sam kadłub razem z uzbrojonymi bombami głębinowymi spadł do wody tuż przez dziobem lotniskowca. Gdy „Ark Royal” znajdował się dokładnie nad tonącym samolotem, bomby osiągnęły swoją nastawioną głębokość i wybuchły. Uszkodzony lotniskowiec musiał wracać do bazy w Gibraltarze na naprawy i w celu uzupełnienia paliwa, gdzie dopłynął 24 marca, natomiast pancerniki niemieckie już nieniepokojone powróciły do Brestu.

### Konwoje maltańskie i operacja „Tiger”

HMS „Ark Royal” oraz HMS „Renown” odpierają atak dwóch włoskich bombowców nurkujących

W kwietniu „Ark Royal” dzielił czas między eskortowanie konwojów na Maltę oraz dostarczanie tam samolotów a wypady na Atlantyk w celu polowania na niemieckie rajdery. 30 marca wyszedł w kierunku Malty w ramach operacji Winch i 3 kwietnia z jego pokładu wystartowało m.in. 12 Hurricane na Maltę. Lotniskowiec stracił jednak trzy samoloty Skua, które pełniły rolę przewodników i wodowały z braku paliwa. 25 kwietnia ponownie wyszedł z Gibraltaru w ramach operacji Dunlop i 27 kwietnia wysłał 23 Hurricane i 3 Skua na Maltę. 21 maja ponownie wysłał samoloty na Maltę (operacja Splice).
W maju 1941 niemiecki Afrika Korps Erwina Rommla prowadził natarcie w północnej Afryce, spychając brytyjskie siły w stronę Kanału Sueskiego. W obawie przed załamaniem się obrony i oddaniem przeciwnikowi bardzo ważnych strategicznie obszarów brytyjskie dowództwo zdecydowało się na ryzyko wysłania konwojów z posiłkami przez Morze Śródziemne do Aleksandrii. Do eskorty konwoju składającego się z pięciu dużych transportowców wyznaczono lotniskowiec „Ark Royal”, pancerniki HMS „Renown” oraz HMS „Queen Elizabeth”, krążowniki HMS „Sheffield”, HMS „Gloucester”, HMS „Naiad”, HMS „Fiji” oraz piątą flotyllę niszczycieli (operacja „Tiger”). Przed wypłynięciem komandor Holland opuścił okręt z powodu problemów ze zdrowiem oraz przemęczenia stresem i został zastąpiony przez komandora Lobena Maunda. Konwój opuścił Gibraltar 6 maja i bardzo szybko został wykryty przez włoskie samoloty rozpoznawcze. Płynąc z prędkością zaledwie 14 węzłów z liczną eskortą złożoną z bardzo cennych okrętów, był bardzo zachęcającym celem, więc zarówno włoskie, jak i niemieckie lotnictwo szybko rozpoczęło przygotowania to ataku.
Ciężkie ataki lotnictwa – najpierw włoskiego, a potem niemieckiego – nastąpiły 8 maja. W ciągu dnia zaatakowało ponad pięćdziesiąt samolotów. Do odparcia ataku użyte zostały wszystkie dostępne na pokładzie „Ark Royal” samoloty Fairey Fulmar, których było tylko dwanaście. Wsparcia dostarczał jeszcze ogień przeciwlotniczy z pokładów eskorty konwoju oraz radar na HMS „Sheffield”. W trakcie pierwszych ataków dwa samoloty zostały stracone, z czego z jednego udało się uratować załogę. Załoga drugiego samolotu poniosła śmierć, w tym siostrzeniec admirała Jamesa Somerville’a, podporucznik Mark Somerville. Kilka innych samolotów zostało uszkodzonych. W efekcie główne uderzenie złożone z trzydziestu czterech maszyn przeciwnika miało przeciwko sobie tylko siedem samolotów. Ostatnie natarcie tuż przed zmierzchem było odpierane już głównie przez artylerię przeciwlotniczą oraz jedyne dwa sprawne samoloty.
Pomimo przewagi przeciwnika konwój uniknął poważnych uszkodzeń. Dwa spośród eskortowanych statków wpłynęły na miny, z czego jeden – „Empire Song” zatonął, a drugi – „New Zealand Star” został uszkodzony, udało mu się jednak dopłynąć do portu.
„Ark Royal” stał się celem kolejnego ataku lotniczego 12 maja podczas powrotu do Gibraltaru. W ciągu tego miesiąca zdążył jeszcze razem z HMS „Furious” dostarczyć samoloty Hawker Hurricane na Maltę w celu wzmocnienia jej obrony.

### Polowanie na „Bismarcka”

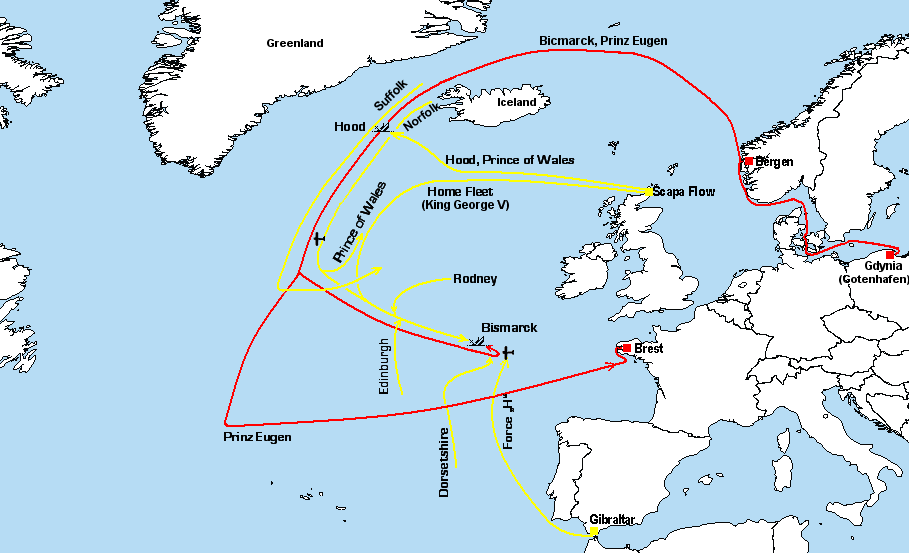
Szkic ruchów zespołów okrętów i miejsc ataków

19 maja niemiecki pancernik „Bismarck” i ciężki krążownik „Prinz Eugen” wyruszyły z Gdyni i skierowały się na Atlantyk w celu przeprowadzenia operacji „Rheinübung”, mającej na celu zwalczanie alianckiej żeglugi na tym akwenie. 24 maja w czasie bitwy w Cieśninie Duńskiej pancernik zatopił symbol brytyjskiej floty – krążownik liniowy HMS „Hood” oraz uszkodził pancernik HMS „Prince of Wales”, sam również odnosząc uszkodzenia ograniczające jego prędkość maksymalną. Po bitwie premier Wielkiej Brytanii Winston Churchill wydał rozkaz zatopienia „Bismarcka”, rozpoczynając bezwzględny pościg za pancernikiem.
Lotniskowiec „Ark Royal” razem z okrętami Force H – krążownikiem liniowym HMS „Renown”, krążownikiem lekkim HMS „Sheffield” oraz eskortą sześciu niszczycieli typu F (HMS „Faulknor”, „Foresight”, „Forester”, „Fortune”, „Foxhound” i „Fury”) wypłynął 23 maja na Atlantyk z zamiarem odszukania „Bismarcka”. 26 maja jeden ze Swordfishów wysłanych z pokładu „Ark Royal” wykrył i zlokalizował pancernik kierujący się w stronę Saint-Nazaire. W chwili wykrycia ścigające okręty były w odległości około 240 km, pozwalającej pancernikowi na dopłynięcie do celu przed przechwyceniem. W kierunku ściganego okrętu został wysłany zespół piętnastu Swordfishów uzbrojonych w torpedy, w celu jego spowolnienia. Na ich drodze znalazł się jednak krążownik HMS „Sheffield”, o którego obecności załogi samolotów nie zostały poinformowane. Został on błędnie zidentyfikowany jako cel i zaatakowany trzynastoma torpedami wyposażonymi w nowoczesne zapalniki magnetyczne. Na szczęście dla okrętu zapalniki okazały się wadliwe i większość torped eksplodowała w momencie kontaktu z wodą, pozostałe udało się krążownikowi wymanewrować.

Jeden z Fairey Swordfish wracający po skutecznym ataku na „Bismarcka”

Po powrocie na pokład lotniskowca samoloty zostały wyposażone w torpedy starszego typu ze sprawdzonymi zapalnikami kontaktowymi. Kolejny atak ruszył o godzinie 19.15. Tuż przed zachodem słońca samolotom udało się zlokalizować „Bismarcka”, zaatakować i uzyskać trzy trafienia. Dwie torpedy trafiły w burtę przed pomieszczeniami maszynowni. Trzecia trafiła w urządzenie sterowe, blokując ster w wychyleniu 15° na lewo. Zadanie spowolnienia „Bismarcka” zakończyło się sukcesem, gdyż najpierw zaczął on zataczać koła, a potem, gdy załodze udało się ustawić ster w pozycji na wprost, okazało się, że pancernik płynie prosto w stronę ścigających okrętów. Z ograniczoną maksymalną prędkością oraz praktycznie bez możliwości manewrowania szanse na odniesienie sukcesu w starciu były niewielkie. W nocy z 26 na 27 maja „Bismarck” stoczył serię potyczek z niszczycielami, których zadaniem było utrzymywanie kontaktu i związanie przeciwnika walką do czasu nadpłynięcia ciężkich okrętów. Rano, tuż przez godziną ósmą, kontakt z pancernikiem nawiązały okręty „Norfolk”, „King George V”, „Rodney” oraz „Dorsetshire”. W wyniku starcia nawodna część „Bismarcka” została kompletnie zniszczona i o godzinie 9.31 jego artyleria ostatecznie zamilkła. Ogień brytyjski ustał ponad pół godziny później, po czym utrzymujący się jeszcze na wodzie wrak został dobity torpedami z pokładu HMS „Dorsetshire”.

### Wspieranie obrony Malty
„Ark Royal” razem z resztą Force H powrócił do bazy w Gibraltarze 29 maja. Pomimo podniesienia morale w siłach sprzymierzonych, spowodowanego zatopieniem potężnego pancernika przeciwnika, jakim był „Bismarck”, układ sił na Morzu Śródziemnym zaczynał przeważać na stronę sił Osi. Alianci przestali kontrolować Grecję oraz Kretę, a Afrika Korps zaczął poważnie zagrażać Egiptowi. Malta, jako jeden z ostatnich bastionów sił sprzymierzonych na tym akwenie, stała się celem nasilonych ataków ze strony lotnictwa włoskiego i niemieckiego. Zajęcie przez wojska Osi Krety uniemożliwiło zaopatrywanie bazy na wyspie ze wschodu.
Rolą „Ark Royal” stało się zaopatrywanie lotnisk na Malcie w samoloty. W czerwcu i lipcu wykonał kilka takich rejsów. Pod koniec lipca wziął udział w eskortowaniu konwoju zaopatrzeniowego z Gibraltaru na Maltę w ramach operacji „Substance”. Od 24 do 27 września konwojował razem z trzema pancernikami (HMS „Nelson”, HMS „Rodney” i HMS „Prince of Wales”), pięcioma krążownikami oraz osiemnastoma niszczycielami zespół dziewięciu statków handlowych z 85 tys. ton zaopatrzenia dla Malty (operacja Halberd).
Utrzymywanie bazy okrętów podwodnych i lotnisk na wyspie przez Brytyjczyków było poważnym problemem dla sił niemieckich w Afryce, gdyż była to dobra baza wypadowa dla sił zwalczających konwoje zaopatrzeniowe dla Afrika Korps Erwina Rommla. Straty w niemieckim zaopatrzeniu dochodziły nawet do 30%. Adolf Hitler zdecydował o wysłaniu flotylli okrętów podwodnych na Morze Śródziemne, by atakować aliancką żeglugę. Stało się to wbrew radom admirała Raedera.

## Zatopienie

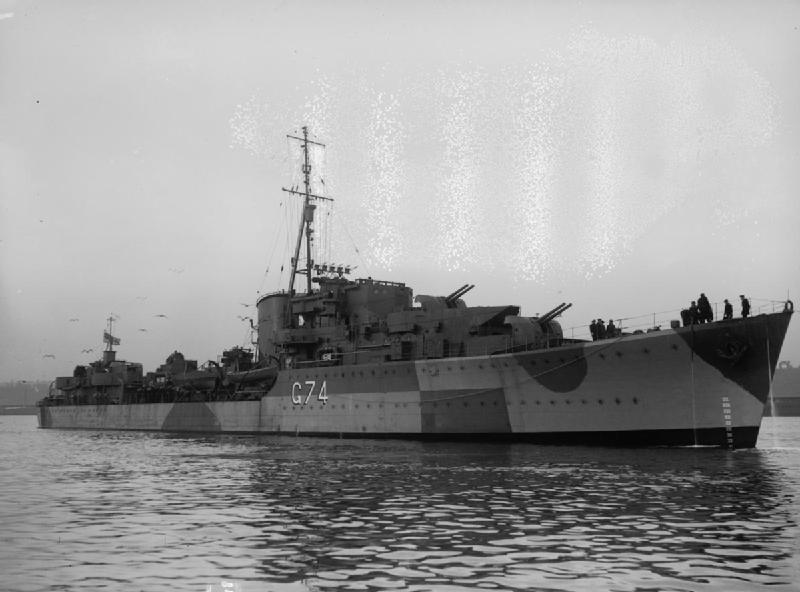
Niszczyciel HMS Legion (1939)

10 listopada „Ark Royal” dostarczył kolejną partię samolotów na Maltę i rozpoczął powrót do bazy w Gibraltarze. Dowódca został wcześniej ostrzeżony o niebezpieczeństwie ze strony niemieckich U-Bootów patrolujących wzdłuż wybrzeży Hiszpanii. Niemcy również wiedzieli o ruchach Force H na podstawie własnych danych wywiadowczych. Jednym z U-Bootów patrolujących w pobliżu był U-81 dowodzony przez kawalera Krzyża Żelaznego pierwszej klasy Friedricha Guggenbergera. Trzy dni później, około godziny 15.40, jeden z niszczycieli eskorty HMS „Legion” (typu L) wykrył sonarem niezidentyfikowany sygnał, ostrzeżenie jednak zostało zignorowane, gdyż założono, że jest to odgłos śrub innego niszczyciela. Minutę później „Ark Royal” został trafiony pojedynczą torpedą w prawą burtę, dokładnie poniżej nadbudówki, pomiędzy zbiornikami paliwa a magazynem bomb. Eksplozja spowodowała powstanie w burcie wyrwy szerokiej na 40 m i wysokiej na ponad 9 m. Silny wstrząs zdemolował ustawione na pokładzie, uzbrojone w torpedy samoloty oraz zabił jednego członka załogi (Able Seaman Mitchell).
Przez wyrwę w burcie zostały zalane prawoburtowe kotły, główna rozdzielnia elektryczna, pobliskie zbiorniki paliwa oraz ponad 30 m zęz. Łączność na całym okręcie przestała funkcjonować, a rufowa połowa okrętu została pozbawiona zasilania wskutek odcięcia prawoburtowej szyny zasilania.
Niezwłocznie po uderzeniu kapitan wydał rozkaz zatrzymania maszyn, ale z powodu awarii systemów łączności musiał wysłać gońca. Nim okręt się zatrzymał, napór wody spowodowany ruchem zaczął powiększać wyrwę w burcie. Masy wody wdzierające się do wnętrza kadłuba spowodowały silny przechył, który w ciągu 20 minut osiągnął 18°. Mając w pamięci szybkie zatonięcie lotniskowców HMS „Glorious” oraz „Courageous”, pociągające za sobą olbrzymie straty w ludziach, komandor Loben Maund zdecydował o opuszczeniu okrętu. Załoga zebrała się na pokładzie startowym, aby zdecydować, kto ma pozostać na okręcie, a kto ma się ewakuować. W efekcie skoordynowane działania w celu uratowania okrętu rozpoczęły się dopiero po 49 minutach od trafienia. Do tego czasu woda zalała poważną część okrętu, przedzierając się przez pootwierane w trakcie ewakuacji grodzie wodoszczelne.

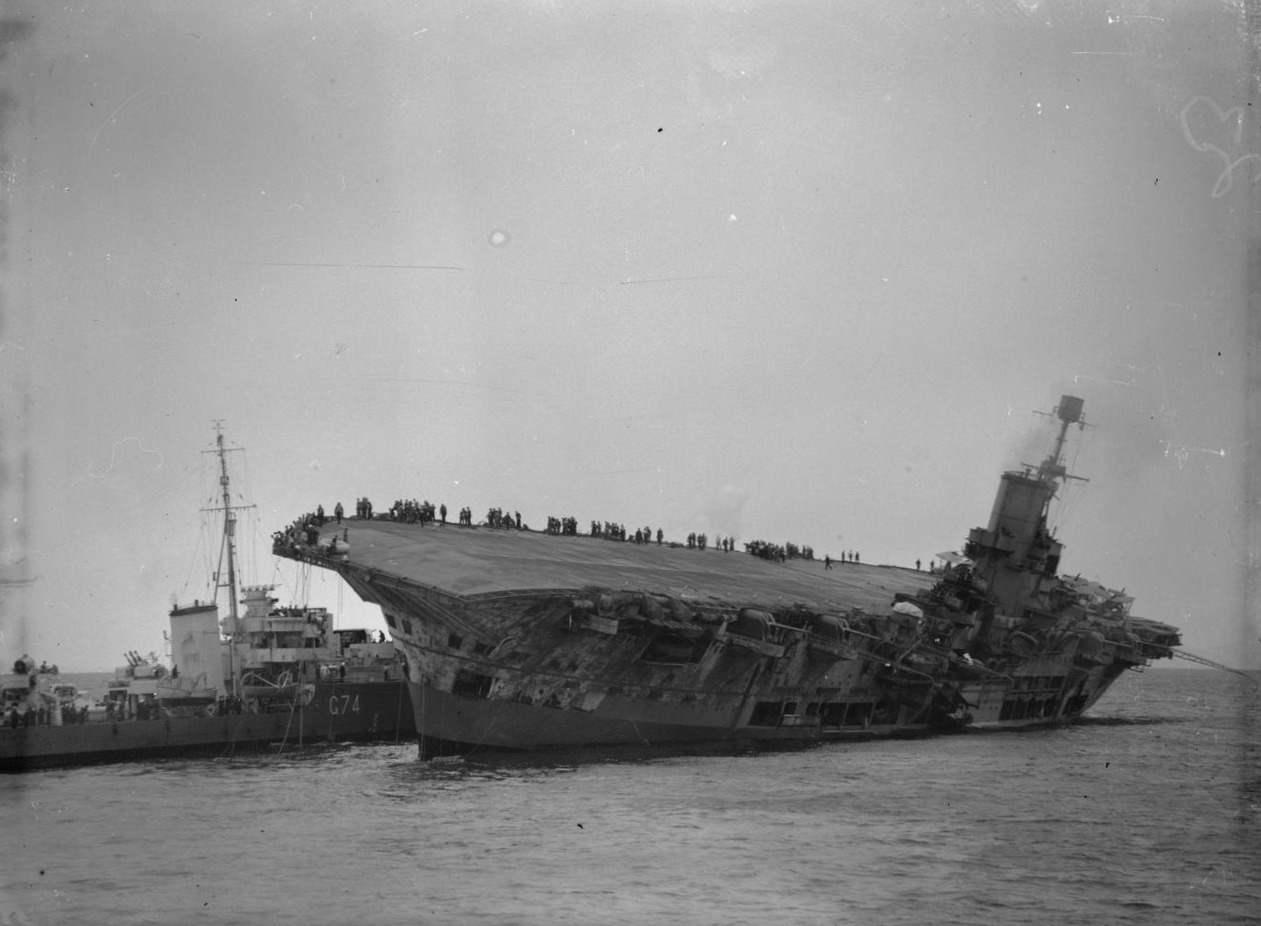
Niszczyciel HMS „Legion” podpływający do burty przechylonego „Ark Royal” w celu podjęcia części załogi

Woda zaczęła zalewać kotły w środkowej części kadłuba, powodując awarię zasilania na całym okręcie. „Ark Royal” nie był wyposażony w awaryjne generatory prądu. Po mniej więcej godzinie od eksplozji wydawało się, że sytuacja na okręcie zaczyna się stabilizować, więc admirał Sommerville zadecydował – zanim odpłynął na pancerniku HMS „Malaya” w kierunku Gibraltaru – o powrocie części załogi na pokład lotniskowca w celu podjęcia prób uratowania okrętu. Załodze udało się uruchomić jeden kocioł, przywracając zasilanie, dzięki czemu można było uruchomić pompy zęzowe i rozpocząć wypompowywanie wody z zalanych części. Do burty podpłynął niszczyciel HMS „Laforey” w celu dostarczenia dodatkowego zasilania oraz pomp, a z Gibraltaru nadleciały Swordfishe, aby odpędzać U-Booty od uszkodzonego lotniskowca. Około godziny 20.00 z bazy w Gibraltarze przypłynął holownik „Thames” i wziął „Ark Royal” na hol, przechył okrętu zaczął się jednak powiększać. Woda zalała kotłownię, ponownie wyłączając kotły i odcinając zasilanie.
Pomiędzy godziną 02.05 a 02.30 przechył osiągnął 20°. O godzinie 04.00 wynosił już 27°, wskutek czego podjęty został rozkaz o zaprzestaniu prób ratowania jednostki i ostatecznym opuszczeniu pokładu. Całość załogi została ewakuowana przez niszczyciel HMS „Legion” do godziny 04.30. „Ark Royal” zatonął 14 listopada zaraz po godzinie 06.15
(podawana jest też godzina 06.19). Świadkowie zeznali, że po osiągnięciu przechyłu około 45° lotniskowiec położył się na burcie, po czym po około trzech minutach odwrócił do góry dnem. Po chwili odłamała się część dziobowa i obydwie części zatonęły w ciągu kilku minut. Z całej załogi zginęła tylko jedna osoba, w nieznanych okolicznościach (starszy marynarz Edward Mitchell). Reszta załogi – 1487 oficerów i marynarzy, oraz maskotka okrętowa (kot Oscar) została przetransportowana do Gibraltaru. 
W związku z tym, że oficjalne komunikaty III Rzeszy meldowały już o zatopieniu lotniskowca, sukces ten nie mógł być w pełni wykorzystany. Niemieckie społeczeństwo zostało poinformowane, że wcześniejszy atak zakończył się poważnym uszkodzeniem okrętu, po którym musiał on przechodzić długą naprawę w dokach.

### Dochodzenie
Po zatopieniu lotniskowca rozpoczęło się publiczne dochodzenie, w trakcie którego starano się ustalić okoliczności utraty okrętu. Na podstawie wniosków komisji badającej sprawę komandorowi Maundowi zostały postawione zarzuty zaniedbania i w lutym 1942 stanął on przed sądem wojskowym. W przeprowadzonym procesie uznano go za winnego dwóch czynów: niezorganizowania grup, które miały zostać na pokładzie w celu ratowania jednostki po ogólnej ewakuacji, oraz niezapewnienia odpowiedniej gotowości okrętu na możliwe uszkodzenia w czasie rejsu bojowego. Wnioski komisji uwzględniały również pewne okoliczności łagodzące, między innymi, że działania kapitana w chwili ataku były przede wszystkim skoncentrowane na zapewnieniu załodze bezpieczeństwa. Komandor Maund pełnił później funkcje sztabowe i awansował do stopnia kontradmirała.
Stratą „Ark Royal” zajęła się również komisja powołana do spraw badania strat dużych okrętów (Bucknill Committee). Badała ona między innymi błędy konstrukcyjne lotniskowca. Za jedną z głównych wad został uznany brak awaryjnych źródeł zasilania, który przy zalaniu kotłów i w konsekwencji wyłączeniu generatorów prądu znacząco utrudniał zapanowanie nad uszkodzeniami.
Innymi problemami dostrzeżonymi przez komisję było skoncentrowanie kanałów wentylacyjnych i przewodów kominowych we wspólnej niepodzielonej przestrzeni nad kotłowniami, utrudniające panowanie nad zalewaniem kotłowni. Na podstawie wniosków komisji zostały wprowadzone zmiany w projektach będących już w budowie lotniskowców typów Illustrious oraz Implacable.

## Odkrycie wraku
W raporcie końcowym z prac komisji badającej utratę okrętu zawarta była informacja, że lotniskowiec zatonął 22 mile morskie (41 km) na wschód od Gibraltaru. Ta lokalizacja była powszechnie uznawana aż do grudnia 2002 roku, kiedy to ekipa filmowa BBC odnalazła wrak. Jak się okazało, lotniskowiec leży w odległości około 30 mil morskich (56 km) od Gibraltaru, czyli dalej niż się wcześniej wydawało. Wrak „Ark Royal” leży w dwóch częściach. Część dziobowa o długości około 20 metrów jest oddzielona od reszty kadłuba. Pomiędzy tymi częściami znajdują się liczne fragmenty, między innymi komin oraz nadbudówka, które odłamały się po zatonięciu. Wśród szczątków okrętu leżą również samoloty, które wypadły z hangarów po przełamaniu się kadłuba. Analiza uszkodzeń lotniskowca wykazała, że lewa burta okrętu pierwsza uderzyła w dno morza.
Wrak zlokalizowano znacznie bardziej na wschód od miejsca podanego w raportach z czasów wojny. Początkowo uważano, że mógł zostać porwany przez prądy morskie nim osiadł na dnie. Obecność w bezpośredniej bliskości różnej wielkości szczątków, w tym samolotu Swordfish prawdopodobnie zrzuconego z pokładu w czasie wywrócenia się lotniskowca, temu przeczy, gdyż w takim przypadku powinny być one rozrzucone na znacznie większym obszarze. Wnioskuje się, że powodem niezgodności było błędne oszacowanie miejsca zatonięcia spowodowane znoszeniem okrętu przez prądy w czasie wielogodzinnego holowania.
Badania wraku wskazały, że próby ponownego uruchomienia turbin w celu przywrócenia zasilania spowodowały dodatkowe uszkodzenia kadłuba, zwiększając naprężenia i powiększając przecieki. Obecnie uważa się, że zatonięcie okrętu było raczej spowodowane błędami konstrukcyjnymi niż działaniami dowódcy i że po utracie zasilania nie było już możliwości uratowania lotniskowca.